# María Celsa Nuño García
María Celsa Nuño García (Madrid, 2 de septiembre de 1964) es una diplomática española. Es embajadora de España en Suiza (desde 2021).

## Biografía
Licenciada en Derecho, ingresó en 1989 en la carrera diplomática. Ha estado destinada en las representaciones diplomáticas españolas en Costa de Marfil, Ghana y Sudáfrica. Fue jefa del Área de Asuntos Jurídicos en la Dirección General de Asuntos Jurídicos y Consulares, segunda jefa en la embajada de España en República Dominicana y secretaria en la Embajada de España en Buenos Aires. Ha sido asesora en el Gabinete de la vicepresidenta primera del Gobierno, María Teresa Fernández de la Vega (2008-2010).
Embajadora de España en Jamaica (2010-2014), con concurrencia en Antigua y Barbuda, Bahamas, Dominica, San Cristóbal y Nieves y Santa Lucía; Cónsul general de España en Venezuela (7 de octubre de 2015-31 de julio de 2019); Cónsul General en Rabat (1 de septiembre de 2019-mayo de 2020); Subsecretaria del Ministerio de Asuntos Exteriores, Unión Europea y Cooperación (mayo de 2020-julio de 2021); y embajadora de España en Suiza (diciembre de 2021).